# 市村神社
市村神社（いちむらじんじゃ）は、長野県長野市若里三丁目にある神社（村社）。

## 概要
長野駅東口の南東に位置する。その創立の由緒は不詳だが、もともと諏訪大明神を市村郷に分祀、崇め奉ったもので、文治年間（1185〜1190）以前よりの勧請であると伝えられている。
元禄13年（1700）、善光寺本堂で火災が起こり、その再建工事にあたり市村の村人は功労があったとして、善光寺工事の残りの桂を給付され、この給付された材木で、市村神社の本殿の改築が行われたという。
市村神社は犀川と裾花川の合流点にあたるため、昔から度々水災に遭い、寛保2（1742）年7月の戌の満水では大きな被害を受けた。

## 歴史
鎌倉時代‐文治年間（1185～1190）より前に創建と伝わる

## 祭事
- 原始祭(1月3日)
- 孝明天皇祭(1月30日)
- 神武天皇祭(4月3日)
- 例祭(5月11日)
- 大祓(6月30日)
- 風神祭(9月1日)
- 例祭(9月26日)
- 新嘗祭(10月17日)
- 天長節(11月3日)
- 新嘗祭(11月23日)
- 大祓(12月30日)

このうち、現在行われている祭日は次の通り。
- 元旦祭(1月1日)
- 春季祭礼(5月2日、5月3日)
- 秋季祭礼(9月22日、9月23日)
- 大祓(12月29日)
- 越年祭、御柱祭(12月31日)

## 摂末社
- 熊野社
- 稲荷社
- 秋葉社
- 八幡社
- 金比羅社
- 天神社
- 弥栄社
- 水神社

このほか、現在の境内末社には、「伊勢社」「戸隠大神社」があるという。

## 交通
- JR東日本・長野電鉄長野駅から徒歩18分
- 長野市役所から徒歩24分
- 権堂駅から徒歩29分
- JR・長野電鉄長野駅から、市街地循環ぐるりん号
  - 「ビッグハット」バス停下車、徒歩3分
  - 「水野美術館前」バス停下車、徒歩3分

## 周辺
- 長野市若里多目的スポーツアリーナ（ビッグハット）
- 長野市若里市民文化ホール
- 信州大学工学部
- 長野市役所 芹田支所
- 長野赤十字病院
- ケーズタウン若里